# ムラサキオモト

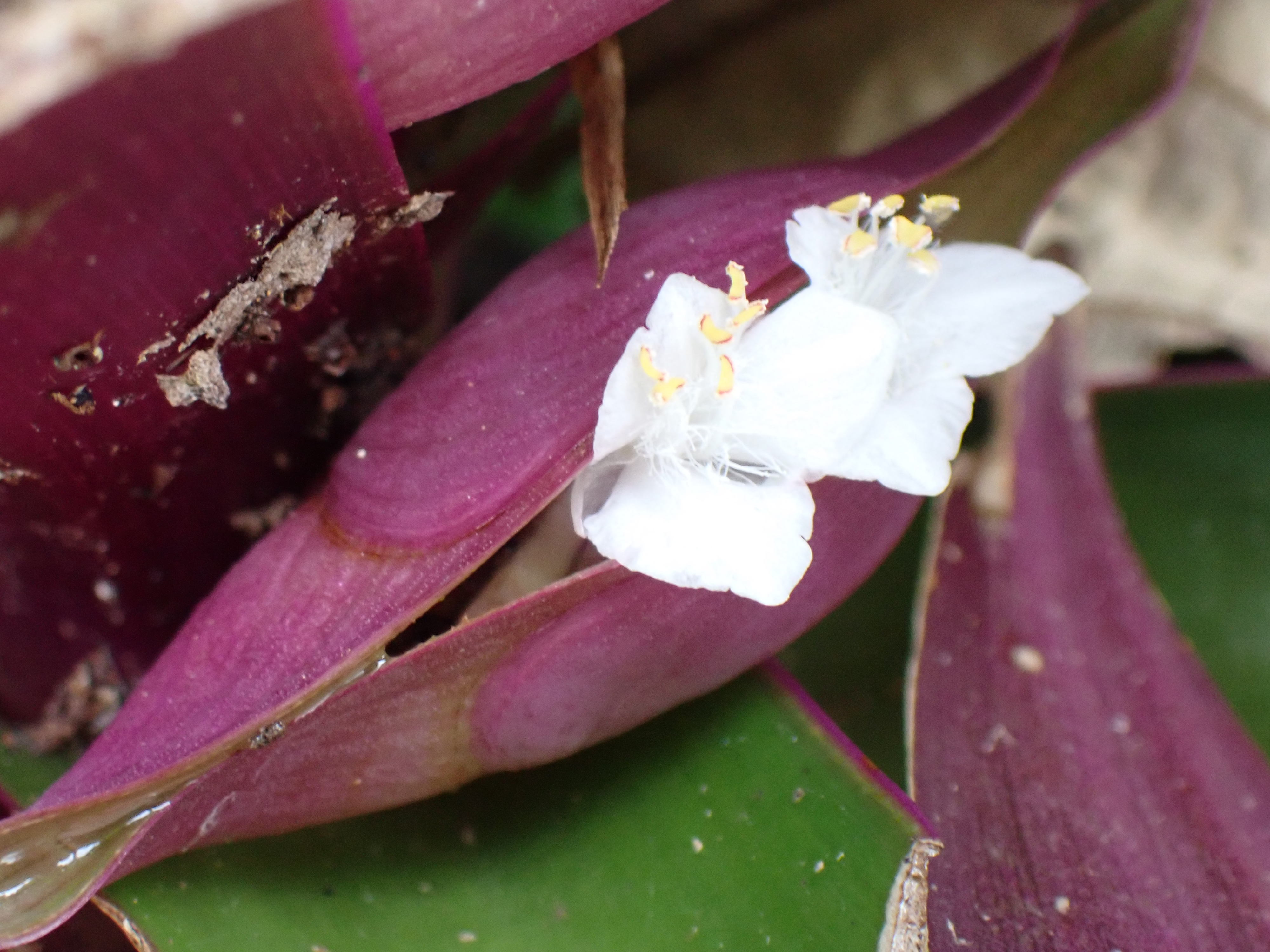
ボート型の花苞に挟まれる花
（2024年11月 沖縄県石垣市）

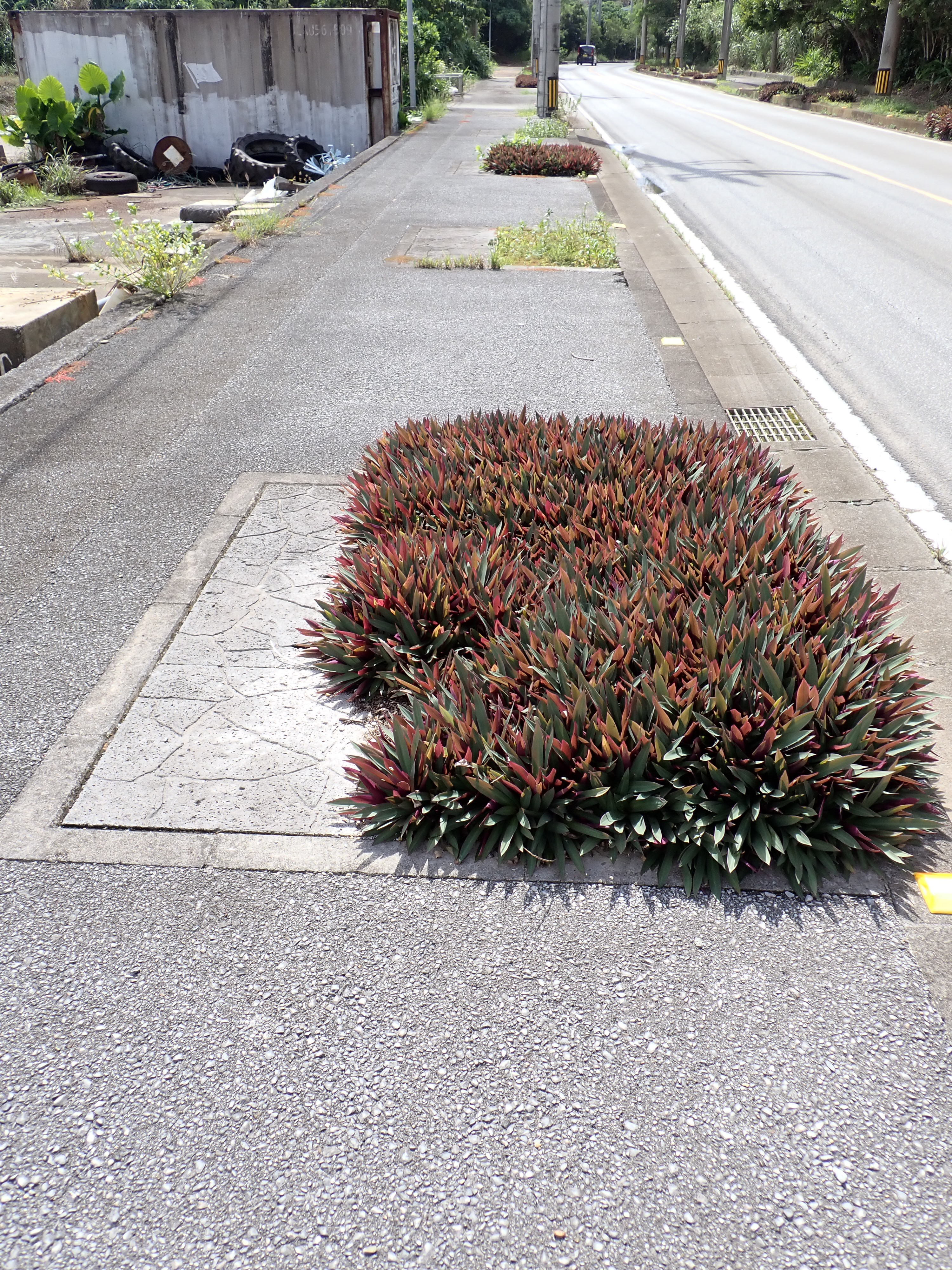
歩道へ植栽
（2024年10月 沖縄県国頭郡東村）

ムラサキオモト（紫万年青、学名：Tradescantia spathacea）はツユクサ科ムラサキツユクサ属の多年生草本。

## 特徴
高さ15–50 cm。茎は10 cmほどと短く、ロゼット状に葉が密集する。葉は多肉質で長楕円状披針形で長さ15–30 cm、幅3–5 cm、葉先は鋭形で基部は茎を抱く。葉の表は暗緑色で裏は紫色。矮性品種の他、縦縞の斑が葉に入る改良品種もある。花は白色で、株元の葉腋から出るボート型の花苞に挟まれるように咲く。萼片・花弁ともに3枚で、雄しべは花糸に細毛がある。花期は夏。日当たりを好む。夏は灌水を多くする。栽培適温は8℃以上で、沖縄県内では屋外で越冬するが、寒さには弱いので冬は水を控える。繁殖は実生か株分けによる。

## 分布と生育環境、利用
中米（西インド諸島、メキシコ、ベリーズ、グアテマラ）原産。日本へは1816年に渡来し、観葉植物として温室で栽培されてきた。沖縄では庭や花壇で利用されるほか、林縁、岩場や道端に逸出帰化。ツユクサ科の他の種と同様に、理科教育において原形質分離の実験材料に用いられる。